# ヴィットーリオ・アメデーオ2世
ヴィットーリオ・アメデーオ2世（イタリア語: Vittorio Amedeo II、1666年5月14日 - 1732年10月30日）は、サヴォイア公（在位：1675年 - 1730年）、後にシチリア王（在位：1714年 - 1720年）、次いでサルデーニャ（ピエモンテ）王（在位：1720年 - 1730年）。カルロ・エマヌエーレ2世とサヴォイア家分家サヴォワ＝ヌムール家出身のマリーア・ジョヴァンナ・バッティスタ・ディ・サヴォイアの息子。

## 生涯
王子の頃は病弱であり、彼の健康を気遣って作られたパンがグリッシーニであった、という伝承がある。
1675年に父の死により公位を継いだが、18歳で成人するまでは母マリーアが摂政を務めた。マリーアはフランス寄りの政策を採り、1684年にヴィットーリオ・アメデーオ2世とフランス王ルイ14世の姪（オルレアン公フィリップ1世の娘）で又従妹のアンヌ・マリーと結婚させた。同年に親政を宣言、プロテスタント弾圧政策を進めるルイ14世に同調し、1686年にフランス国境に潜むヴァルド派をスイスへ退去させた。しかし、1690年にワルドー派の帰国を認めた上、アウクスブルク同盟に加盟してルイ14世から離れていった。
大同盟戦争では反フランス側に立ってハプスブルク家と組み、又従弟のプリンツ・オイゲンと共にイタリアでフランス軍と対峙したが、1690年のシュタファルダの戦いでフランスの将軍ニコラ・カティナに敗北、1693年のマルサリーアの戦いでも敗れるとフランスと秘密交渉に入り、1696年にトリノ条約でフランスと和睦、同盟から離脱した。フランスから軍事基地となっていたピネローロ、カザーレ・モンフェッラートを返還させ、合わせて娘のマリーア・アデライデをルイ14世の孫のブルゴーニュ公ルイに嫁がせた。もう1人の娘マリーア・ルイーザもブルゴーニュ公の弟で後のスペイン王フェリペ5世に嫁いでいる。
スペイン継承戦争では初めフランス側だったが、1703年に密かに同盟に連絡を取っていたことがフランスに発覚すると同盟に復帰、1706年にオイゲンと共に包囲されたトリノを解放した（トリノの戦い）。以後は終戦までオーストリアの将軍ヴィリッヒ・フォン・ダウンと共にサヴォイアのフランス軍と交戦、スペイン継承戦争終結後、ユトレヒト条約により1713年にシチリア王国を手に入れシチリア王となったが、1720年には四国同盟戦争の際に結ばれたハーグ条約により神聖ローマ帝国のカール6世にシチリア王国を割譲し、その代償として神聖ローマ帝国からサルデーニャ島を割譲された。加えて神聖ローマ帝国からサルデーニャ王の称号を認められ、サルデーニャ王国を成立させた。
治世中はピエモンテを中心とする政治改革に邁進、貴族の領土を没収して中層階級に分け与え、中央から派遣する代官の権限を強化して絶対君主制を確立した。また、トリノの都市改造とトリノ大学の充実に力を尽くし、大学に1万冊の図書を寄贈、イエズス会を教育から排除して教会の力も弱めた。
1730年に退位して息子のカルロ・エマヌエーレ3世に譲り、2年後の1732年に死去した。

## 子女
- 王妃アンナ・マリーア・ドルレアンス（アンヌ・マリー・ドルレアン）との間の子女
  - マリーア・アデライデ（1685年 - 1712年） - フランス王太子ルイ妃、ルイ15世の母。
  - マリーア・アンナ（1687年 - 1690年）
  - マリーア・ルイーザ（1688年 - 1714年） - スペイン王フェリペ5世の最初の妃。ルイス1世、フェルナンド6世の母。
  - ヴィットーリオ・アメデーオ（1699年 - 1715年） - ピエモンテ公
  - カルロ・エマヌエーレ3世（1701年 - 1773年） - サヴォイア公、サルデーニャ王
  - エマヌエーレ・フィリベルト（1705年、夭折）
- 庶子
  - マリーア・ヴィットーリア・フランチェスカ（1690年 - 1766年） - ヴィットーリオ・アメデーオ1世・ディ・サヴォイア＝カリニャーノと結婚
  - ヴィットーリオ・フランチェスコ（1694年 - 1762年）